# Hendrik Cohen (apotheker)
Hendrik Cohen (Rotterdam, 20 december 1879 – Bergen-Belsen, 11 januari 1945) was een Nederlandse apotheker in Rotterdam en een autoriteit op het gebied van de geschiedenis der geneeskruidcultuur in Nederland.

## Biografie
Hendrik Cohen werd geboren in Rotterdam als zoon van Eliazar Cohen en Rosetta Rijs. Hij was apotheker van beroep. In 1911 trouwde hij met Flora Polak. In 1927 promoveerde hij tot doctor in de wis- en natuurkunde op een studie naar de geschiedenis van de geneeskruidcultuur. In 1933 werd hij privaatdocent in de geschiedenis van de farmacie aan de Rijksuniversiteit Leiden.
Gedurende de oorlogsjaren was Hendrik Cohen hoofd van de Joodse Raad in Rotterdam. In 1942 werd hij gearresteerd door de Sicherheitsdienst en na enkele dagen weer vrijgelaten. Cohen en zijn vrouw gingen op 29 september 1943 naar kamp Westerbork en werden op 11 januari 1944 per trein gedeporteerd naar Bergen-Belsen. Cohen werd daar een jaar later vermoord op 11 januari 1945, zijn vrouw twee maanden later.
Hendrik Cohen was de vader van de historicus Dolf Cohen en de grootvader van Floris Cohen en Job Cohen.

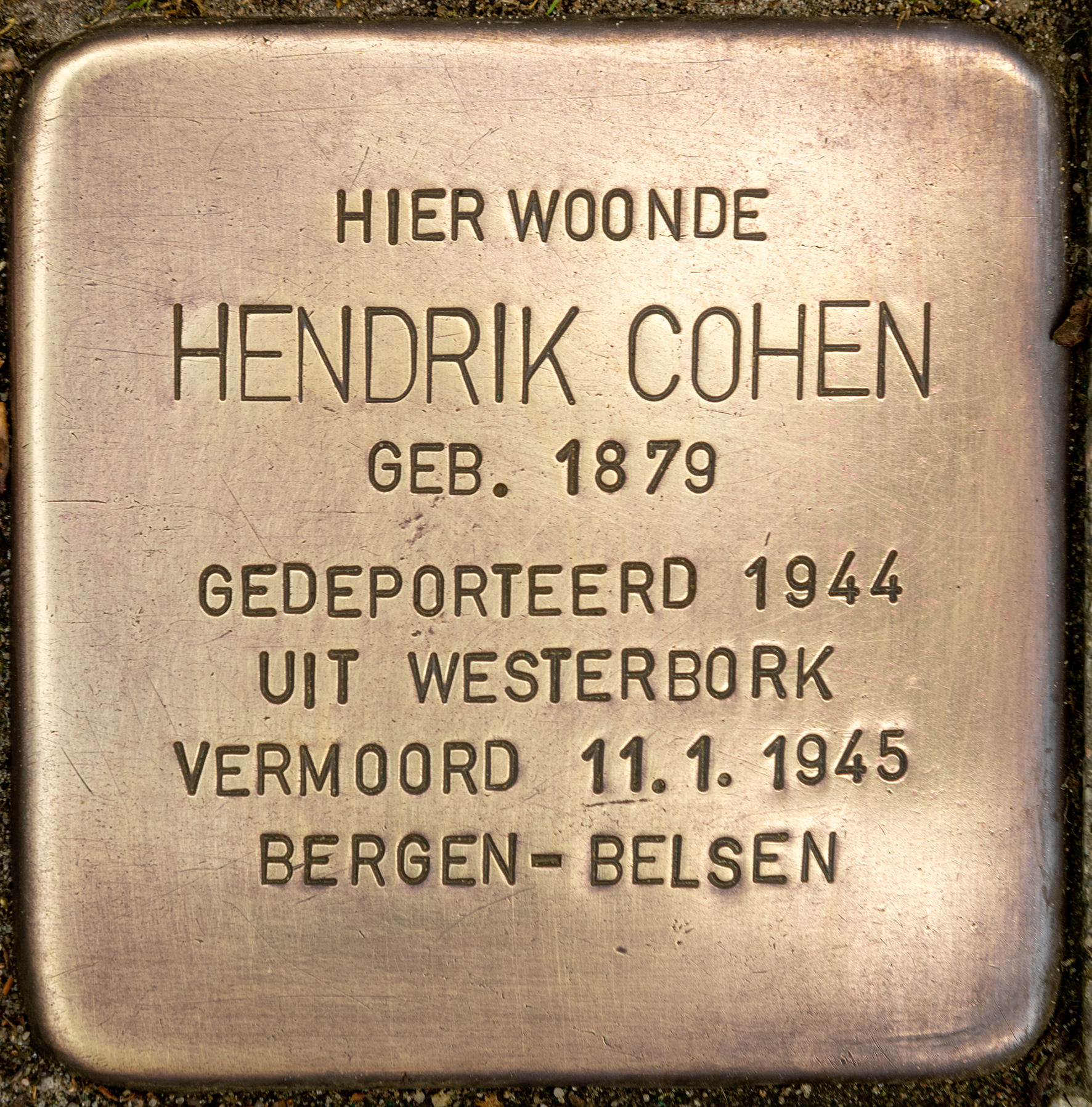
Stolperstein voor Hendrik Cohen

Op 13 november 2017 zijn in het bijzijn van burgemeester Ahmed Aboutaleb van Rotterdam en de kleinzoons Floris en Job twee stolpersteine geplaatst voor het huis in Rotterdam van waaruit Hendrik Cohen en zijn vrouw Flora Cohen-Polak werden weggevoerd.